# La Chausseria
 (octobre 2019).
La Chausseria est une entreprise spécialisée dans la conception, la fabrication et la commercialisation de chaussures pour femmes. A fin 2017, les produits de la société sont commercialisés sous les marques Chausseria et Janie Philip au travers d'un réseau de 15 magasins implantés en France.

## Histoire
La société a été créée en 1987.
Sa croissance est liée à l'ouverture de points de vente situés surtout en périphérie des grandes agglomérations.
Janie Philip est aussi actionnaire majoritaire de Chapeaux de France une des dernières chapelleries en activité qui a fermé ses portes en mars 2018.

## Actionnaires
Liste des principaux actionnaires au 6 octobre 2019.
| Holding Pueyo        | 52 %   |
| Virginie Philip      | 15,9 % |
| Jean-Yves Guillosson | 7,95 % |
| Janie Philip         | 7,95 % |
| Latour Gestion       | 5,03 % |

## Bourse
La société est cotée en bourse Euronext Paris - Compartiment C - CAC All Shares